# 尹珍 (成化進士)
尹珍（1442年—？），字廷用，江西安福縣人，直隸大河衛軍籍，明朝政治人物。進士出身。

## 生平
早年出身國子生，應天府鄉試第四十六名舉人。成化十一年（1475年）乙未科進士。曾官山西太原府知府。

## 家族
曾祖父尹恭四。祖父尹二公。父尹景端。